# 河埠乡
河埠乡，是中国江西省抚州市临川区所辖的一个乡。

## 行政区划
河埠乡下辖以下村级行政区划单位
河埠村、郑家村、田南村、熊尧村、塔溪村、斯和村、油顿村、尚源村和曾陆村。